# Pseudoatta
Pseudoatta es un género de insectos himenópteros de la familia de Formicidae. Su única especie, Pseudoatta argentina es originaria de Argentina.